# John Little McClellan

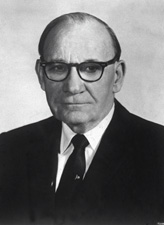
John Little McClellan

John Little McClellan (* 25. Februar 1896 in Sheridan, Grant County, Arkansas; † 28. November 1977 in Little Rock, Arkansas) war ein US-amerikanischer Politiker der Demokratischen Partei, der den Bundesstaat Arkansas in beiden Kammern des Kongresses vertrat.

## Leben
John Little McClellan stammt aus einer Demokratenfamilie und wurde nach dem demokratischen Gouverneur und US-Abgeordneten John Sebastian Little benannt. Er studierte Jura und wurde im Alter von 17 Jahren 1913 als Anwalt zugelassen. Danach eröffnete er eine Praxis in Sheridan. Während des Ersten Weltkrieges diente er in der US Army im Dienstgrad eines First Lieutenant in der Aviation Section des US Army Signal Corps zwischen 1917 und 1919. Nachdem er aus der Armee entlassen worden war, zog er 1919 nach Malvern und übte weiter seine Tätigkeit als Anwalt aus. Danach war er Staatsanwalt des siebten Gerichtsbezirks von Arkansas zwischen 1927 und 1930.

## Politik
McClellan wurde als Demokrat in den 74. sowie den 75. Kongress gewählt. Seine Amtszeit belief sich vom 3. Januar 1935 bis zum 3. Januar 1939. Er entschloss sich 1938 für den 76. Kongress nicht mehr zu kandidieren, bewarb sich aber erfolglos um einen Sitz im US-Senat. Anschließend kehrte er zu seiner Tätigkeit als Anwalt in Camden zurück.
1942 wurde er dann doch in den US-Senat gewählt. Er wurde bis zu seinem Tod 1977 jedes Mal bestätigt. In dieser Zeit war er Vorsitzender des Ausgabenkomitees im leitenden Ministerium (81. und 82. Kongress); Ausschuss für staatliche Tätigkeiten (82. bis 92. Kongress); Sonderausschuss für Arbeitgeber-Arbeitnehmerbeziehungen (85. und 86. Kongress) und Bewilligungsausschuss (92. bis 95. Kongress). Des Weiteren war er einer von 19 Südstaatensenatoren, die das Southern Manifesto unterzeichneten, das sich gegen die Rassenintegration an öffentlichen Einrichtungen aussprach.
John McClellan verstarb am 28. November 1977 in Little Rock. Er wurde auf dem Roselawn Memorial Park beerdigt.